# Religione romana

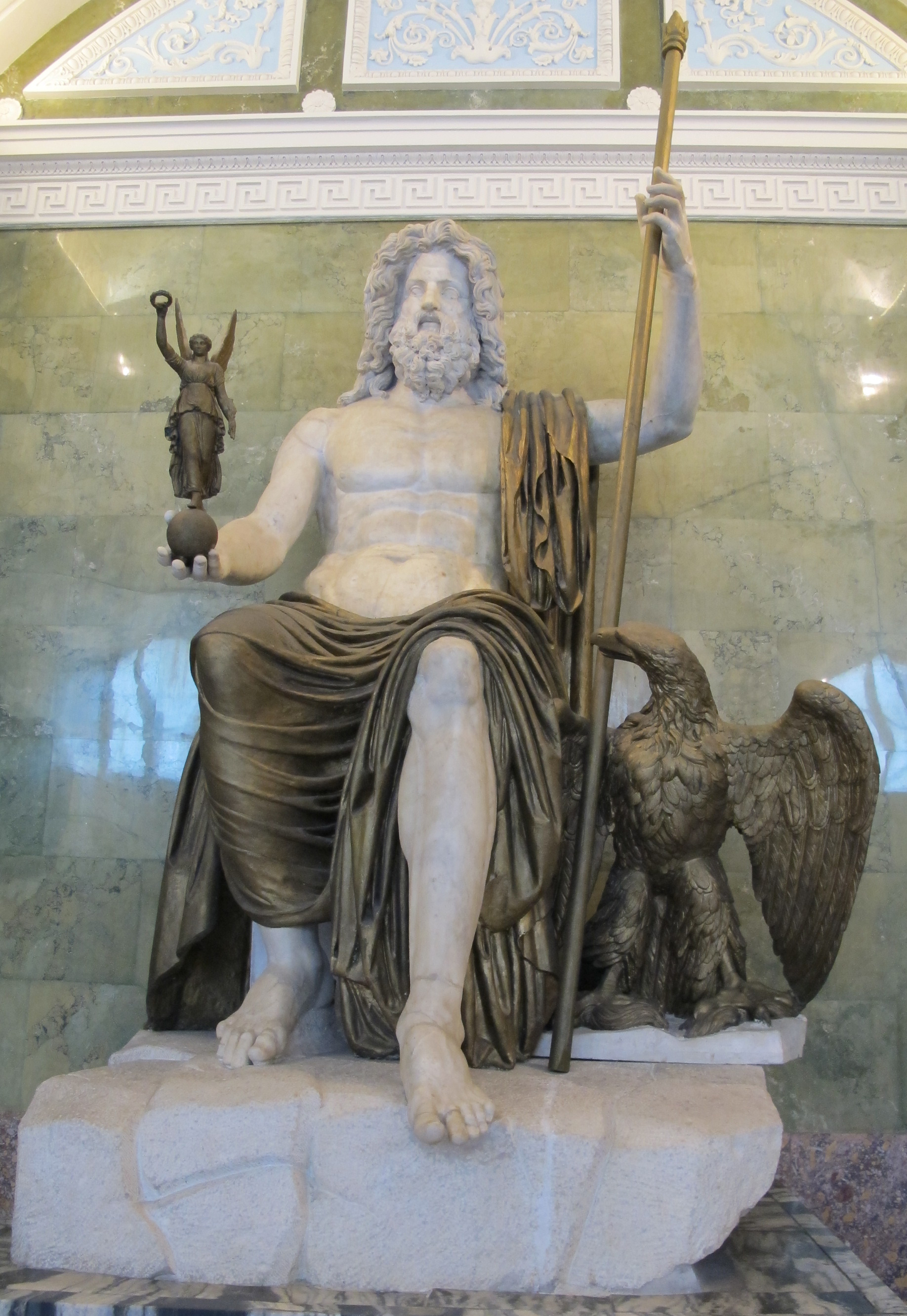
Giove Tonante in una scultura risalente al I secolo dopo Cristo.

La religione romana è l'insieme dei fenomeni religiosi propri dell'antica Roma considerati nel loro evolvere come varietà di culti, questi correlati allo sviluppo politico e sociale della città e del suo popolo.
Le origini della città sono controverse (vedi Fondazione di Roma). Recentemente l'archeologo italiano Andrea Carandini sembrerebbe aver quantomeno dimostrato di poter datare l'origine di Roma all'VIII secolo a.C., saldando quindi le sue conclusioni, basate sugli scavi da lui condotti nella zona del Palatino, all'età di fondazione stabilita dal racconto tradizionale.
Le origini della religione romana vanno individuate nei culti delle popolazioni italiche, nelle tradizioni religiose dei popoli indoeuropei che, probabilmente a partire dal XV secolo a.C., migrarono nella penisola, nelle civiltà etrusca e della Grecia e nelle influenze delle civiltà del Vicino Oriente occorse lungo i secoli.
La religione romana cessò di essere come religione "ufficiale" all'interno dell'Impero romano con l'editto di Tessalonica e i successivi editti promulgati a partire dal 380 dall'imperatore romano convertito al cristianesimo Teodosio I, il quale proibì e perseguitò tutti i culti non cristiani professati nell'Impero, soprattutto quelli pagani. Precedentemente (362-363) c'era stato il vano tentativo dell'imperatore Giuliano di riformare la religione pagana per contrapporla efficacemente al cristianesimo, ormai ampiamente diffuso.

## Una religione civile
L'espressione "religione romana" è di conio moderno. Il termine italiano "religione" possiede tuttavia la sua chiara etimologia nel termine latino religio ma, nel caso del termine latino, esso esprime una nozione circoscritta alla cura nei confronti dell'esecuzione del rito a favore degli dei, rito che, per tradizione, va ripetuto finché non risulti correttamente eseguito, e in questo senso i Romani collegavano al termine religio il vissuto di timore nei confronti della sfera del sacro, sfera propria del rito e quindi della religione stessa:
(Cicerone, De inventione. II,161)
Pertanto, l'integrità e la prosperità di Roma (monarchica, repubblicana, imperiale) erano la finalità dello Stato e, a questo scopo, doveri civili e religiosi coincidevano: lo Stato si è attribuito il diritto di stabilire e specificare qual è il sacro e pertanto la religione romana è una religione civica, una religione che ha carattere pubblico e, di conseguenza, nella organizzazione istituzionale di Roma è presente anche un apparato religioso".
La nozione moderna di "religione" è invece più complessa e problematica andando a coprire un più ampio spettro di significati:
(Enrico Comba, Antropologia delle religioni. Un'introduzione, Roma-Bari, Laterza, 2008, p. 3)
Precisare la differenza di "contenuto" tra il termine latino religio e quello di uso comune e moderno di "religione" rende conto della caratteristica unica dei contenuti religiosi del vivere romano:
(Scheid, p. 8)
Ne consegue che per i Romani la religio non aveva molto a che fare con quello che noi indichiamo come credenza religiosa individuale in quanto è lo Stato a essere il tramite tra l'individuo e la divinità:
(Robert Schilling, Rites, Cultes, Dieux de Rome, Paris, Klincksieck, 1979, p. 74; cit. in Scheid, p. 8)
Il sentimento religioso romano (pietas) verte dunque nella forte volontà di garantire il successo alla respublica mediante la scrupolosa osservanza della religio, dei suoi culti, dei suoi riti, della sua tradizione, osservanza che consente di ottenere il favore degli dei e garantire la pax deum (pax deorum). Tale concordia con gli dei determinata dalla scrupolosa osservanza della religio e dei suoi riti è testimoniata, per i Romani, dal successo di Roma nei confronti delle altre città e nel mondo.
(Cicerone, De haruspicum responso, 9; traduzione di Giovanni Bellardi, in Cicerone, Le orazioni vol. III, Torino, UTET, 1975, pp. 302-305)
Il che fa concludere a Cicerone:
(Cicerone, De natura deorum. II, 8; traduzione di Cesare Marco Calcante. Milano, Rizzoli, 2007, pp. 156-7)

## La "mitologia" romana: lefabule
La presenza di una mitologia romana che prescindesse da quella greca è stato oggetto di dibattito fin dall'antichità. Il retore greco Dionigi di Alicarnasso (I secolo a.C.) ha negato questa possibilità attribuendo a Romolo, fondatore della città di Roma, l'espressa intenzione di cancellare qualsivoglia racconto mitico che attribuisse agli dei le condotte sconvenienti degli uomini:
( Dionigi di Alicarnasso, Le antichità romane, a cura di Francesco Donadi e Gabriele Pedullà, collana I millenni, traduzione di Elisabetta Guzzi, Torino, Einaudi, 2010,  II, 18-19, p. 94, ISBN 9788806195281.)

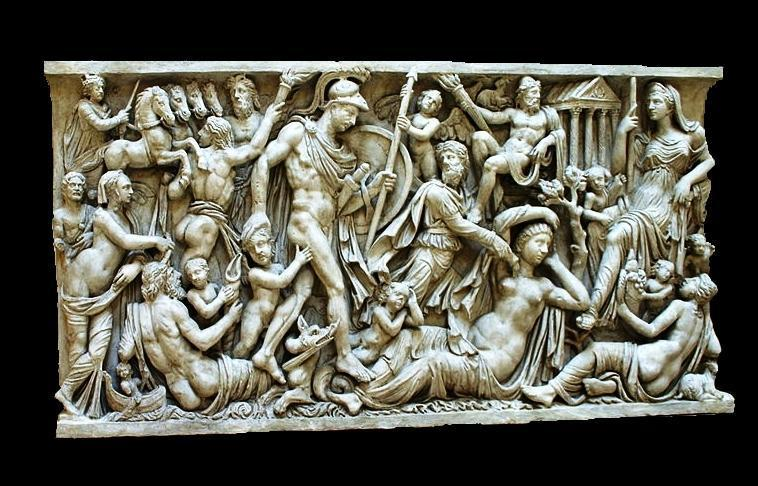
Calco in gesso della fronte del "Sarcofago Mattei" (III secolo d.C.), conservato presso il Museo della civiltà romana (Roma). L'originale del calco è murato nello scalone principale di Palazzo Mattei in Roma. Questa fronte del sarcofago intende raffigurare una delle fabulae fondative della civiltà romana: il dio Mars (Marte) che si avvicina a Rhea Silvia (Rea Silvia) addormentata. I gemelli Romulus (Romolo) e Remus (Remo) saranno il frutto della relazione tra il dio e Rhea Silvia, figlia di Numitor (Numitore), questi discendente dell'eroe troiano Aeneas (Enea) e re dei Latini.

Allo stesso modo il filologo tedesco Georg Wissowa e lo studioso tedesco Carl Koch hanno diffuso in età moderna l'idea che i Romani non avessero in origine una propria mitologia. Diversamente il filologo francese Georges Dumézil in varie opere aventi come oggetto la religione romana ha invece ritenuto di considerare la presenza di una mitologia latina e quindi romana come diretta eredità di quella indoeuropea, al pari di quella vedica o di quella scandinava, successivamente il contatto con la cultura religiosa e mitologica greca avrebbe fatto dimenticare ai Romani questi loro racconti mitici basati su una trasmissione di tipo orale. Lo storico delle religioni italiano Angelo Brelich ha ritenuto di individuare una mitologia propria dei Latini che, seppur priva di ricchezza come quella greca, è comunque parte autentica e originaria di quel popolo. Lo storico delle religioni italiano Dario Sabbatucci riprende di fatto le conclusioni di Koch quando individua nei Romani e negli Egiziani due popoli che hanno concentrato nel "rito" religioso il contenuto "mitico" non estraendone, a differenza dei Greci, il racconto mitologico. Più recentemente lo storico delle religioni olandese Jan Nicolaas Bremmer ritiene che i popoli indoeuropei e quindi di eredità indoeuropea, tra questi anche i Latini e i Romani, non abbiano mai posseduto dei racconti teogonici e cosmogonici se non in forma assolutamente rudimentale, la particolarità della mitologia greca risiederebbe quindi nel fatto di averli elaborati sull'impronta di quelli appartenenti alle antiche civiltà orientali. Allo stesso modo Mary Bread ha criticato le conclusioni di Dumézil sulla presenza di una mitologia indoeuropea, collegata all'ideologia tripartita, presente anche nella Roma arcaica.
Di certo a partire dall'VIII/VII secolo a.C. si osserva la penetrazione di racconti mitici greci in Italia centrale con i reperti archeologici che li raffigurano. Nel VI secolo a.C. l'influenza greca emerge in modo decisamente impressionante con la costruzione del tempio a Iupiter Optimus Maximus al Campidoglio.
Andrea Carandini ritiene di individuare una precisa cesura tra la mitologia originaria del Lazio e quella successiva determinata dall'influenza greca:
(Andrea Carandini, La nascita di Roma, p. 48)
Le mediazione etrusca all'epoca dei Tarquini, per mezzo della quale entrano nella religione romana anche nozioni mitiche proprie dei Greci, era già stata evidenziata da Mircea Eliade:
(Eliade (1990), p. 128)
Se quindi già a partire dall'VIII/VII secolo a.C. i racconti mitologici greci, questi decisamente influenzati dal contatto della civiltà greca con quelle orientali, segnatamente con la civiltà mesopotamica, penetrano nell'Italia centrale determinando la successiva e decisiva influenza della mitologia greca sulle idee religiose latine, resta che alcuni racconti di natura mitica, alcuni dei quali anche di possibile eredità indoeuropea, possano essere appartenuti alla cultura orale latina arcaica e poi ripresi e in parte riformulati dai letterati e dagli antichisti romani dei secoli successivi.
L'accezione moderna del termine "mito" inerisce a racconti tradizionali che hanno come oggetto dei contenuti di tipo significativo, il più delle volte afferenti al campo teogonico e cosmogonico, e comunque inerente al sacro e quindi del religioso:
(Jacques Vidal, Mito, in Poupard (2007), p. 1232)
(Carlo Prandi, Mito, in Filoramo (1993), p. 494)
Il termine moderno "mito" risale al greco μύθος (mýthos) laddove, invece, i Romani utilizzano il termine fabula (pl. fabulae) che possiede origini nel verbo for, "parlare" di contenuti religiosi. Se fabula per i Romani è quindi il "racconto" di natura tradizionale circondato da un'atmosfera religiosa, esso possiede l'ambivalenza di essere anche il "racconto" leggendario che si oppone a historia, il "racconto" fondato storicamente. Ne consegue che il fondamento di verità di una fabula è lasciato all'uditore che ne stabilisce il criterio di attendibilità, questo stabilito dalla tradizione. Così Livio, in Ad Urbe Condita (I), ricorda che tali fabulae fondative non si possono né adfirmare (confermare), né refellere (confutare).
Le fabulae fondative di Roma si riscontrano sostanzialmente coerenti in una letteratura che prosegue per circa sei secoli. Tali fabulae narrano di un primo re dei Latini, Ianus (Giano), cui segue un secondo re giunto esule dal mare, Saturnus (Saturno), il quale condivise con Ianus il regno. Figlio di Saturnus fu Picus (Pico), a sua volta padre di Faunus (Fauno) che generò il re eponimo dei Latini, Latinus (Latino). A partire da Ianus, questi re divini introdussero nel Lazio la civiltà, quindi l'agricoltura, le leggi, i culti, fondando città.

## Evoluzione
Lo sviluppo storico della religione romana passò per quattro fasi: una prima protostorica, una seconda fase dall'VIII secolo a.C. al VI secolo a.C., contrassegnata dall'influenza delle religioni autoctone; una terza contraddistinta dall'assimilazione di idee e pratiche religiose etrusche e greche; una quarta, durante la quale si affermò il culto dell'imperatore e si diffusero le religioni misteriche di provenienza orientale.

### Età protostorica
Nell'età protostorica ancora prima della fondazione di Roma, quando nel territorio laziale c'erano solo tribù, nel territorio dei colli si credeva nell'intervenire nella vita di tutti i giorni di forze soprannaturali tipicamente magico-pagane. Queste forze non erano tuttavia personificate in divinità ma ancora indistinte e solo col rafforzarsi dei contatti con altre popolazioni, tra cui i Greci (nell'VIII secolo a.C. poi nel IV-III secolo a.C.), i Sabini e gli Etruschi, tali forze cominceranno a essere personificate in oggetti e, solo a Repubblica inoltrata, in soggetti antropomorfi. Sino ad allora erano viste come forze chiamate numen o al plurale numina, grandi in numero e ciascuna avente il suo compito nella vita di tutti i giorni.
Probabilmente una delle prime dee ad essere adorate fu Giunone (Iuno), la madre terra o *Dheghōm *mātēr indoeuropea,  personificazione di maternità, femminilità e fecondità. Uno dei miti più antichi fu quello di Giunone che partorisce e dà vita a Giove, il padre cielo o Dyeus Pətēr indoeuropeo.

### Età regia
La fase arcaica fu caratterizzata da una tradizione religiosa legata soprattutto all'ambito agreste, tipica dei culti indigeni mediterranei, sulla quale si inserì il nucleo di origine indoeuropea. Per la tradizione romana si deve a Numa Pompilio, il secondo re di Roma, la sistemazione e l'iscrizione delle norme religiose in un unico corpo di leggi scritte, il Commentarius, che avrebbe portato alla definizione di otto ordini religiosi: i Curiati, i Flamini, i Celeres, le Vestali, gli Auguri, i Salii, i Feziali e i Pontefici.

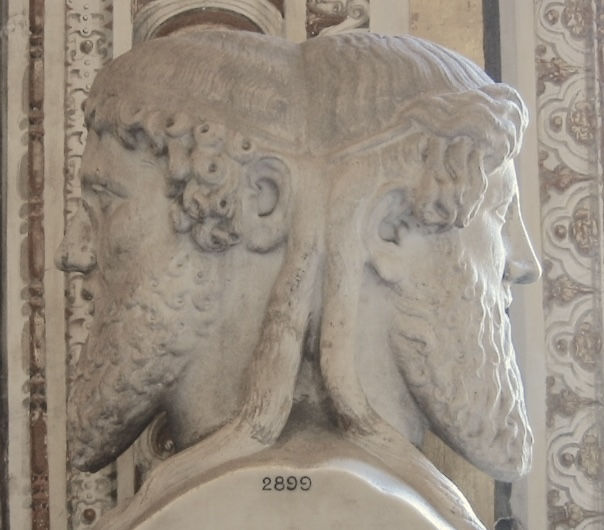
Busto di Giano bifronte, culto istituito da Numa Pompilio

Gli dei principali e più antichi venerati nel periodo arcaico, la cosiddetta "triade arcaica", erano Giove (Iupiter), Marte (Mars) e Quirino (Quirinus), quella che Georges Dumézil definisce invece “triade indoeuropea”. Proprio a Iupiter Feretrius (garante dei giuramenti) è dedicato il santuario cittadino di più antica consacrazione: stando a Tito Livio era stato proprio Romolo a fondarlo sul colle Palatino, così come fu responsabile della creazione del culto di Iupiter Stator (che arresta la fuga dai combattimenti).
Tra le divinità maschili troviamo Liber Pater, Fauno, Giano (Ianus), Saturno, Silvano, Robigus, Consus (il dio del silo in cui si racchiude il frumento), Nettuno (in origine dio delle acque dolci, solo dopo l'apporto ellenizzante dio del mare), Fons (dio delle sorgenti e dei pozzi), Vulcano (Volcanus, dio del fuoco devastatore).
In questa fase primitiva della religione romana è riscontrabile la venerazione di numerose divinità femminili: Giunone (Iuno) in diversi e specifici aspetti (Iuno Pronuba, Iuno Lucina, Iuno Caprotina, Iuno Moneta), Bellona, Tellus e Cerere (Ceres), Flora, Opi (l'abbondanza personificata), Pales (dea delle greggi), Vesta, Anna Perenna, Diana Nemorensis (Diana dei boschi, dea italica, introdotta secondo la tradizione da Servio Tullio come dea lunare), Fortuna (portata in città da Servio Tullio, con vari culti entro il pomoerium), la Dea Dia (la dea “luminosa” del cielo chiaro), la dea Agenoria (la dea rappresentante dello sviluppo).
Frequenti sono le coppie di divinità legate alla fertilità poiché essa era ritenuta per natura duplice: se in natura esistono maschio e femmina dovevano esserci anche maschio e femmina per ogni aspetto della fertilità divina. Ecco così Tellus e Tellumo, Caeres e Cerus, Pomona e Pomo, Liber Pater e Libera. In queste coppie il secondo termine rimane sempre una figura secondaria, minore, una creazione artificiale dovuta ai sacerdoti teologi più che alla reale devozione.
Il periodo delle origini è caratterizzato anche dalla presenza di numina, divinità indeterminate, come i Lari e i Penati.

### Età repubblicana
La mancanza di un "pantheon" definito favorì l'assorbimento delle divinità etrusche, come Venere (Turan), e soprattutto greche.
A causa della grande tolleranza e capacità di assimilazione, tipiche della religione romana, alcuni dèi romani furono assimilati a quelli greci, acquisendone l'aspetto, la personalità e i tratti distintivi, come nel caso di Giunone assimilata a Era; altre divinità, invece, furono importate ex novo, come nel caso dei Dioscuri.
Il controllo dello Stato sulla religione, infatti, non proibiva l'introduzione di culti stranieri, anzi tendeva a favorirla, a condizione che questi non costituissero un pericolo sociale e politico.
Nel II secolo a.C. furono ad esempio proibiti i baccanali con Senatus consultum de Bacchanalibus del 186 a.C. perché durante tali riti gli adepti praticavano la violenza sessuale reciproca (sodomia compresa), specialmente sui neofiti, e ciò era in contrasto con le leggi romane che impedivano tali atti tra cittadini, pur permettendole nei confronti degli schiavi, mentre il culto dionisiaco fu represso con la forza.

### Età alto imperiale

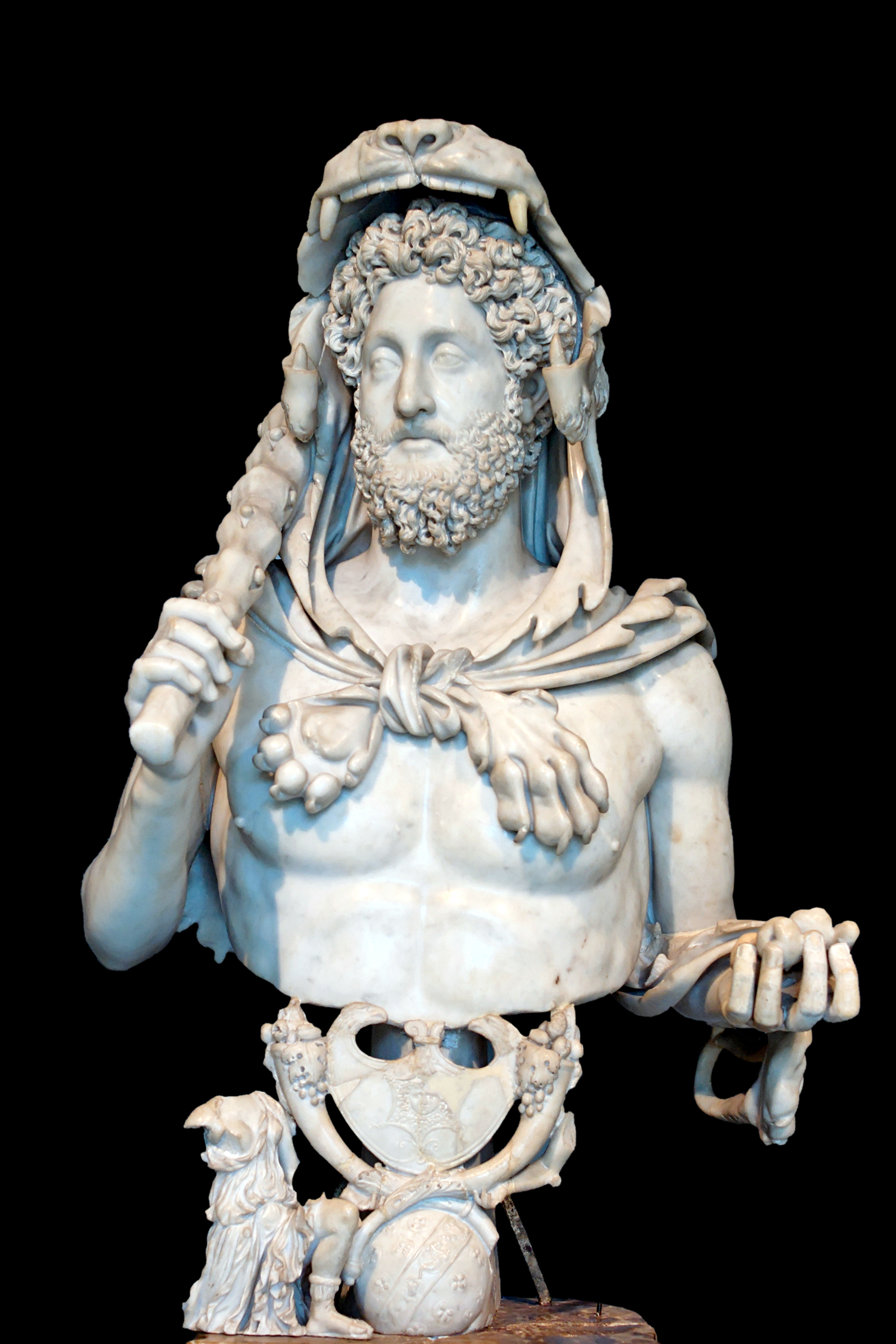
L'imperatore Commodo rappresentato come Ercole

La crisi della religione romana, iniziatasi nella tarda età repubblicana, s'intensificò in età imperiale, dopo che Augusto aveva provato a darle nuovo vigore.
(Svetonio, Augustus, 31.)
Le cause del lento degrado della religione pubblica furono molteplici. Già da qualche tempo vari culti misterici di provenienza medio-orientale, quali quelli di Cibele, Iside e Mitra, erano entrati a far parte del ricco patrimonio religioso romano.
Col tempo le nuove religioni assunsero sempre più importanza per le loro caratteristiche escatologiche e soteriologiche in risposta alle insorgenti esigenze della religiosità dell'individuo, al quale la vecchia religione non offriva che riti vuoti di significato.
La critica alla religione tradizionale veniva anche dalle correnti filosofiche dell'Ellenismo, che fornivano risposte intorno a temi propri della sfera religiosa, come la concezione dell'anima e la natura degli dei.
Un'altra caratteristica tipica del periodo fu quella del culto imperiale. Dalla divinizzazione post-mortem di Gaio Giulio Cesare e di Ottaviano Augusto si arrivò all'assimilazione del culto dell'imperatore con quello del Sole e alla teocrazia dioclezianea.

### Età tardo imperiale
Nel 287 circa Diocleziano assunse il titolo di Iovius, Massimiano quello di Herculius. Il titolo doveva probabilmente richiamare alcune caratteristiche del sovrano da cui era usato: a Diocleziano, associato a Giove, era riservato il ruolo principale di pianificare e comandare; Massimiano, assimilato a Ercole, avrebbe avuto il ruolo di eseguire "eroicamente" le disposizioni del collega. Malgrado queste connotazioni religiose, gli imperatori non erano "divinità", in accordo con le caratteristiche del culto imperiale romano, sebbene potessero essere salutati come tali nei panegirici imperiali; erano invece visti come rappresentanti delle divinità, incaricati di eseguire la loro volontà sulla Terra. Vero è che Diocleziano elevò la sua dignità imperiale al di sopra del livello umano e della tradizione romana. Egli voleva risultare intoccabile. Soltanto lui risultava dominus et deus, signore e dio, tanto che a tutti coloro che lo circondavano fu attribuita una dignità sacrale: il palazzo divenne sacrum palatium e i suoi consiglieri sacrum consistorium. Segni evidenti di questa nuova qualificazione monarchico-divina furono il cerimoniale di corte, le insegne e le vesti dell'imperatore. Egli, infatti, al posto della solita porpora, indossò abiti di seta ricamati d'oro, calzature ricamate d'oro con pietre preziose. Il suo trono poi si elevava dal suolo del sacrum palatium di Nicomedia. Veniva, infine, venerato come un dio, da parenti e dignitari, attraverso la proschinesi, una forma di adorazione in ginocchio, ai piedi del sovrano.
Nella congerie sincretistica dell'impero durante il III secolo, permeata da dottrine neoplatoniche, e gnostiche, fece la sua comparsa il cristianesimo.
La nuova religione andò lentamente affermandosi quale culto di Stato, con la conseguente fine della religione romana, da ora indicata spregiativamente come "pagana", sancito, nel IV e V secolo, dalla chiusura dei templi e dalla proibizione, sotto pena capitale, di professare religioni diverse da quella cristiana.
Flavio Claudio Giuliano, discendente del cristiano Costantino I, tentò di restaurare la religione romana in forma ellenizzata a Costantinopoli, ma la sua morte prematura nel 363 pose fine al progetto. Teodosio I emanò nel 380 l'editto di Tessalonica per la parte orientale, rendendo il cristianesimo unica religione di Stato, poi nel 391-92 con i decreti teodosiani cominciarono le persecuzioni ai danni dei pagani nell'Impero romano; infine nel 394, i decreti furono estesi alla parte occidentale, dove stava avvenendo specialmente a Roma una rinascita pagana.

### Continuità Pagana
Nella penisola di Mani, nel Peloponneso, il cristianesimo fu introdotto tardivamente, con i primi templi greci convertiti in chiese cristiane nell'XI secolo. Il monaco bizantino Nikon il Metanoita (Νίκων ὁ Μετανοείτε) fu inviato nel X secolo per convertire i Manioti, che erano rimasti prevalentemente pagani. Sebbene la predicazione di Nikon avesse avviato il processo di conversione, ci vollero oltre 200 anni affinché la maggior parte della popolazione accettasse pienamente il cristianesimo, cosa che avvenne solo nell'XI e XII secolo. Patrick Leigh Fermor osservò che i Manioti, isolati dalle montagne, furono tra gli ultimi greci ad abbandonare la religione pagana.
In De Administrando Imperio, Costantino VII scrive che i Manioti erano chiamati 'Ellenici' e che furono pienamente cristianizzati solo nel IX secolo, sebbene alcune rovine di chiese del IV secolo indichino una presenza cristiana precoce. Il terreno montuoso della regione permise ai Manioti di sfuggire agli sforzi di cristianizzazione dell'Impero Romano d'Oriente, preservando così le tradizioni pagane nello stesso territorio che fu l'Alma Mater di Gemistos Plethon.
La religione romana moderna, a differenza di altre forme neopagane, si considera tramandata in forma esoterica attraverso famiglie come i Latriani, legati ai Medici e ispirati da Giorgio Gemisto Pletone, che contribuì alla fondazione dell'Accademia neoplatonica di Firenze. Questa tradizione influenzò anche l'Accademia Romana di Pomponio Leto, attiva nel XV secolo. Leto restaurò simbolicamente il ruolo di Pontifex Maximus e celebrò il Natale di Roma, ma l'accademia fu sciolta da Papa Paolo II nel 1468.
Tra XIX e XX secolo, figure come Giacomo Boni e Julius Evola recuperarono ritualità romane antiche per fini culturali e politici. Evola, con il Gruppo di Ur e il libro Imperialismo Pagano (1928), promosse una rinascita della spiritualità romana. Nello stesso periodo, si attribuì a Leone Caetani l'affermazione che riti etrusco-romani avessero propiziato eventi storici come la vittoria nella prima guerra mondiale.

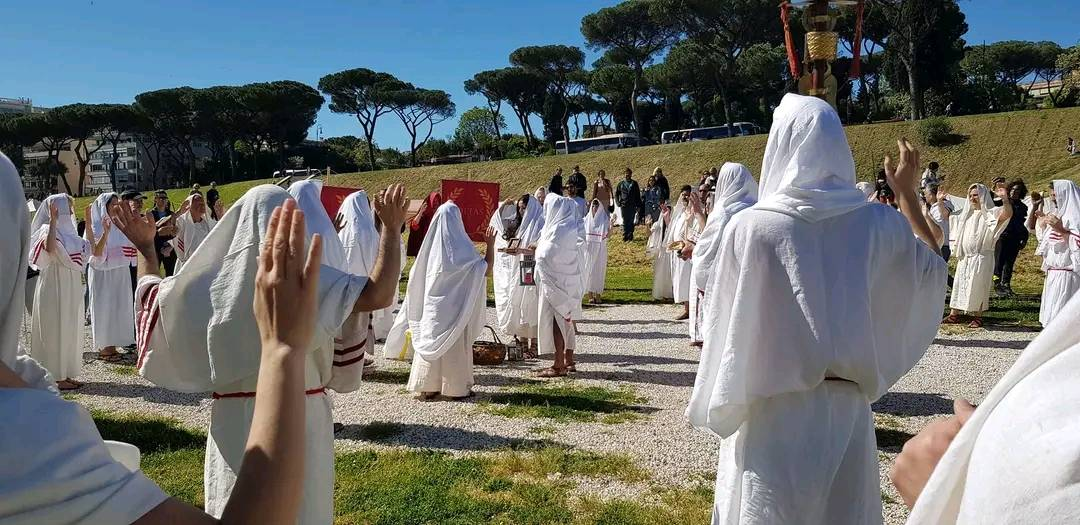
Rito ai numi tutelari di Roma in occasione del 2777 Natale di Roma. Svolto da Pietas Comunità Gentile

Negli anni Duemila, l'Associazione Tradizionale Pietas ha ricostruito templi come il Tempio di Minerva a Taranto e ha avviato l'iter per il riconoscimento legale. Ha inoltre partecipato al Congresso Europeo delle Religioni Etniche (ECER), firmando la Dichiarazione di Riga per il riconoscimento delle religioni etniche. Celebrazioni pubbliche come il Natale di Roma continuano grazie a gruppi come il Gruppo Storico Romano..

## Organizzazione religiosa
Secondo la tradizione, fu Numa Pompilio a istituire i vari sacerdozi e a stabilire i riti e le cerimonie annuali. Tipica espressione dell'assunzione del fenomeno religioso da parte della comunità è il calendario, risalente alla fine del VI secolo a.C. e organizzato in maniera da dividere l'anno in giorni fasti e nefasti con l'indicazione delle varie feste e cerimonie sacre.

### Collegi sacerdotali

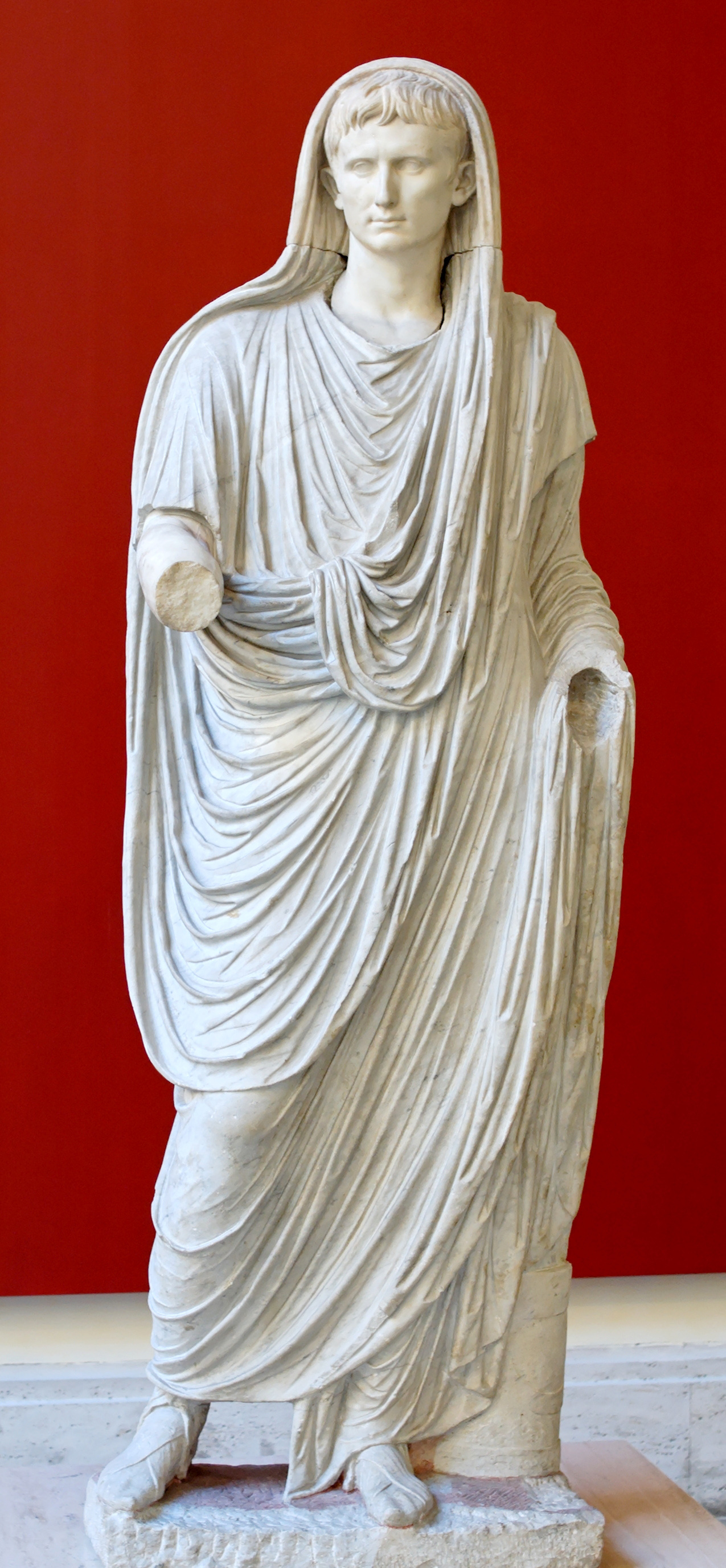
Augusto nelle vesti di pontefice massimo

La gestione dei riti religiosi era affidata ai vari collegi sacerdotali dell'antica Roma, i quali costituivano l'ossatura della complessa organizzazione religiosa romana.
Al primo posto della gerarchia religiosa troviamo il Rex Sacrorum, sacerdote al quale erano affidate le funzioni religiose compiute un tempo.
- Flamini, che si dividevano in tre maggiori e dodici minori, erano sacerdoti addetti ciascuno al culto di una specifica divinità e per questo non sono un collegio ma solo un insieme di sacerdozi individuali[80];
- Pontefici[79], in numero di sedici, con a capo il Pontefice massimo, presiedevano alla sorveglianza e al governo del culto religioso;
- Auguri[79] , in numero di sedici sotto Gaio Giulio Cesare, addetti all'interpretazione degli auspici e alla verifica del consenso degli dei;
- Vestali[44], sei sacerdotesse consacrate alla dea Vesta;
- Decemviri o Quimdecemviri sacris faciundis, addetti alla divinazione e alla interpretazione dei Libri sibillini;
- Epuloni, addetti ai banchetti sacri.

### Sodalizi
A Roma vi erano quattro grandi confraternite religiose, che avevano la gestione di specifiche cerimonie sacre.
1. Arvali, (Fratres Arvales), ("fratelli dei campi" o "fratelli di Romolo"), in numero di dodici, erano sacerdoti addetti al culto della Dea Dia, una divinità arcaica romana, più tardi identificata con Cerere. Durante il mese di maggio compivano un'antichissima cerimonia di purificazione dei campi, gli Arvalia.
2. Luperci, presiedevano la festa di purificazione e fecondazione dei Lupercalia, che si teneva il 15 febbraio, il mese dei morti, divisi in Quintiali e Fabiani.
3. Salii[79] (da salire, ballare, saltare), sacerdoti guerrieri di Marte, divisi in due gruppi da dodici detti Collini e Palatini. Nei mesi di marzo e ottobre i sacerdoti portavano in processione per la città i dodici ancilia, dodici scudi di cui il primo donato da Marte al re Numa Pompilio, le restanti copie fatte costruire dallo stesso Numa per evitare che il primo venisse rubato. La processione si fermava in luoghi prestabiliti in cui i Salii intonavano il Carmen saliare ed eseguivano una danza a tre tempi (tripudium)[81].
4. Feziali (Fetiales), venti membri addetti a trattare con il nemico. La guerra per essere Bellum Iustum doveva essere dichiarata secondo il rito corretto, il Pater Patratus pronunciava una formula mentre scagliava il giavellotto in territorio nemico. Dal momento che, per motivi pratici, non era sempre possibile compiere questo rito, un peregrinus venne costretto ad acquistare un appezzamento di terreno presso il teatro di Marcello, qui fu costruita una colonna, Columna Bellica, che rappresentava il territorio nemico, in questo luogo si poteva quindi svolgere il rito.

### Feste e cerimonie

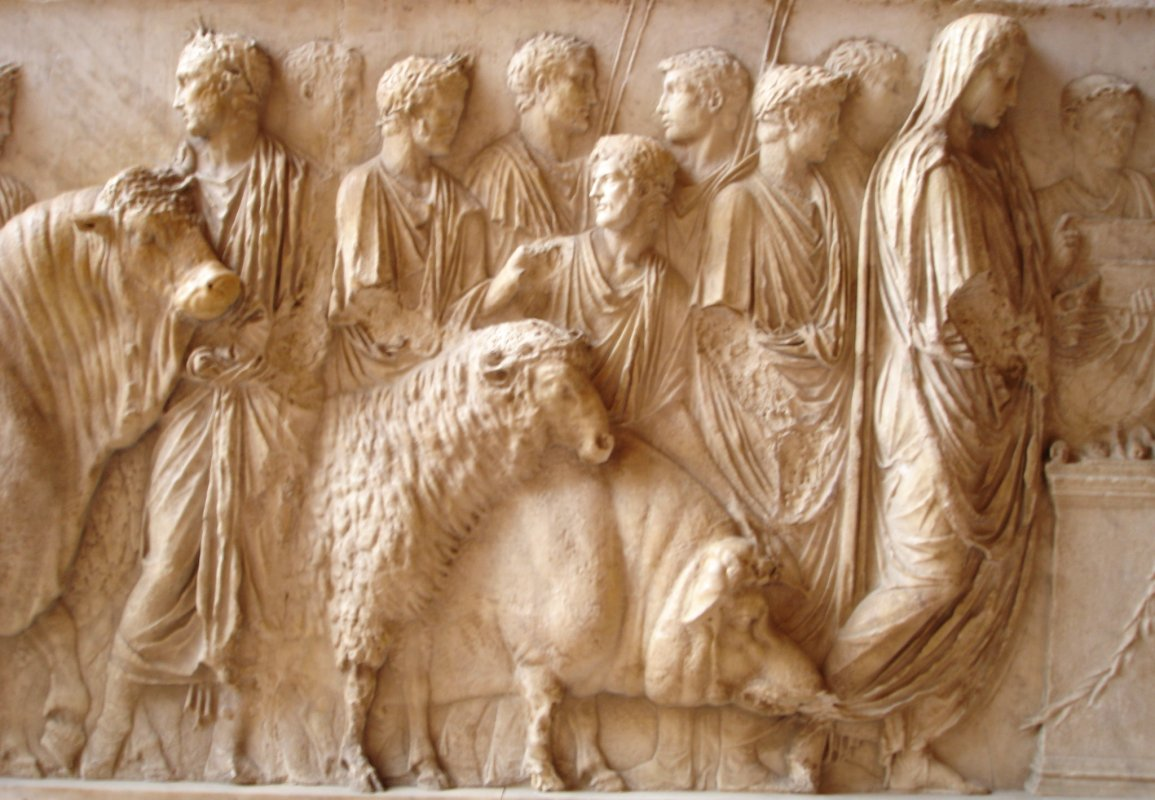
Suovetaurilia, Museo del Louvre

Delle 45 feste maggiori (feriae publicae) le più importanti, oltre a quelle suddette, erano quelle del mese di dicembre, i Saturnalia, quelle dedicate ai defunti, in febbraio, come i Ferialia e i Parentalia, quelle di Aprile come i Floralia e il Natale di Roma, e quelle connesse al ciclo agrario, come i Cerialia e i Vinalia di aprile o gli Opiconsivia di agosto.
Sulla base delle fonti classiche si è potuto individuare quali tra le numerose festività del calendario romano vedevano un'ampia partecipazione di popolo. Queste feste sono la corsa dei Lupercalia (15 febbraio), i Feralia (21 febbraio) celebrati in famiglia, i Quirinalia (17 febbraio) celebrati nelle curie, i Matronalia (1º marzo) in occasione delle quali le schiave venivano servite dalle padrone di casa, i Liberalia (17 marzo) spesso associata alla festa familiare della maggiore età del figlio maschio, i Matralia (11 giugno) con la processione delle donne, così come i Vestalia (9-15 giugno), i Poplifugia (5 luglio) festa popolare, i Neptunalia (23 luglio), i Volcanalia (23 agosto) e infine i Saturnalia (17 dicembre), la cui vasta partecipazione di popolo è attestata da numerose fonti.
Durante le cerimonie sacre spesso venivano praticati sacrifici animali e si offrivano alle divinità cibi e libagioni.
La stessa città di Roma veniva purificata con una cerimonia, la lustratio, in caso di prodigi e calamità.
Sovente anche i giochi circensi (ludi) avevano luogo durante le feste, come nel caso dell'anniversario (dies natalis) del Tempio di Giove Ottimo Massimo, in concomitanza del quale si svolgevano i Ludi Magni.

### Pratiche religiose
(Cicerone, De natura deorum, III, 5)
Tra le pratiche religiose dei Romani forse la più importante era l'interpretazione dei segni e dei presagi, che indicavano il volere degli dei. Prima di intraprendere qualsiasi azione rilevante era infatti necessario conoscere la volontà delle divinità e assicurarsene la benevolenza con riti adeguati.
Le pratiche più seguite riguardavano:
- il volo degli uccelli: l'augure tracciava delle linee nell'aria con un bastone ricurvo (lituus, vedi Lituo), delimitando una porzione di cielo, che scrutava per interpretare l'eventuale passaggio di uccelli;
- la lettura delle viscere degli animali: solitamente un fegato di un animale sacrificato veniva osservato dagli aruspici di provenienza etrusca per comprendere il volere del dio;
- i prodigi: qualsiasi prodigio o evento straordinario, quali calamità naturali, epidemie, eclissi, ecc., era considerato una manifestazione del favore o della collera divina ed era compito dei sacerdoti cercare di interpretare tali segni.

## Lo spazio sacro

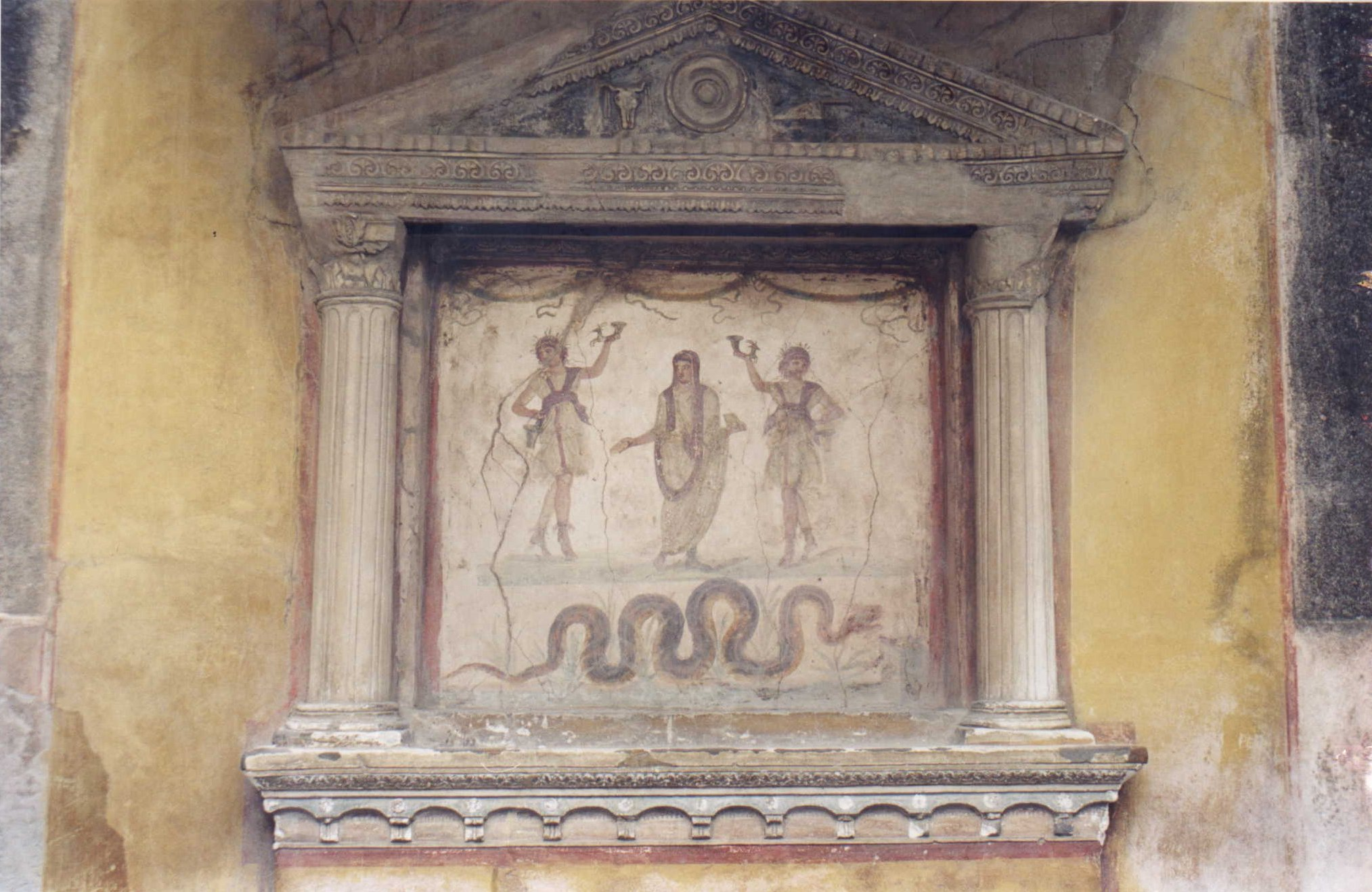
Edicola dedicata ai Lari nella Casa dei Vettii a Pompei

Lo spazio sacro per i Romani era il templum, un luogo consacrato, orientato secondo i punti cardinali, secondo il rito dell'inaugurazione, che corrispondeva allo spazio sacro del cielo.
Gli edifici di culto romani erano di vari tipi e funzioni.
L'altare o ara era la struttura sacra dedicata alle cerimonie religiose, alle offerte e ai sacrifici.
Eretti dapprima presso le fonti e nei boschi, progressivamente gli altari furono collocati all'interno delle città, nei luoghi pubblici, agli incroci delle strade e davanti ai templi.
Numerose erano anche le aediculae e i sacella, che riproducevano in piccolo le facciate dei templi. Il principale edificio cultuale era rappresentato dall'aedes, la vera e propria dimora del dio, che sorgeva sul templum, l'area sacra inaugurata. Col tempo i due termini diventarono sinonimi per indicare l'edificio sacro.
Il tempio romano risente inizialmente dei modelli etruschi, ma presto vengono introdotti elementi dall'architettura greca ellenistica. La più marcata differenza del tempio romano rispetto a quello greco è la sua sopraelevazione su un alto podio, accessibile da una scalinata spesso frontale. Inoltre si tende a dare maggiore importanza alla facciata, mentre il retro è spesso addossato a un muro di recinzione e privo dunque del colonnato.